# مالیات‌بستن به مثابه دزدی

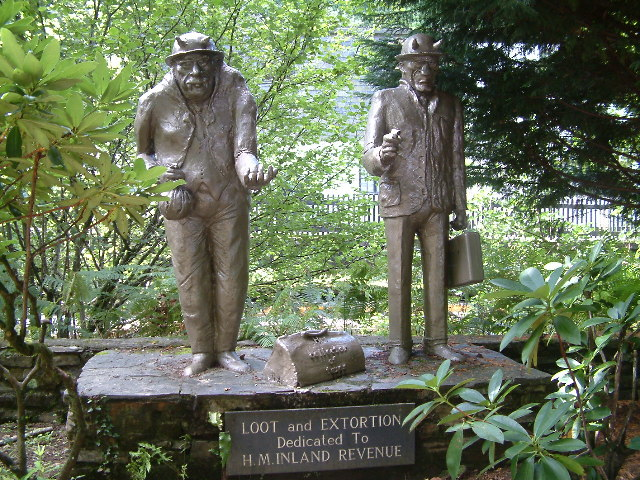
غارت و اخاذی. مجسمه مأمورین مالیاتی بریتانیا را به سخره می‌گیرد.

مالیات‌بستن به مثابه دزدی، دیدگاهی است که در شماری از فلسفه‌های سیاسی دیده می‌شود. در این دیدگاه، با اعمال اجباری جمع‌آوری مالیات به حقوق مالکیت تجاوز می‌کند. آنارکو-کاپیتالیست‌ها و آبجکتیویسیت‌ها مالیات‌بستن را به‌مثابه نقض دولتی اصل عدم تجاوز می‌دانند.
موری راتبارد در اخلاق آزادی استدلال کرد که مالیات بستن دزدی است و در نتیجه مقاومت در برابر مالیات مشروع است: «همان‌طور که هیچ کس از دیدگاه اخلاقی ملزم نیست به یک دزد وقتی از او می‌پرسد وسیلهٔ ارزشمندی در خانه‌اش دارد، صادقانه پاسخ گوید، بنابراین هیچ کس ملزم نیست به سؤالات مشابهی از سوی حکومت، مثلاً هنگام پر کردن اظهارنامه مالیاتی، صادقانه پاسخ دهد.»
حامیان مالیات بستن اغلب می‌گویند چنین حقوقی نقض نشده است. آنان استدلال می‌کنند «دزدی» باید در زمینه نظام دولت در نظر گرفته شود. یک توجیه مالیات در قالب نظریه قرارداد اجتماعی ارائه شده است. نظر کلی این است که مالیات بستن برای تأمین مواد اولیه‌ای که رشد اقتصادی را تسهیل می‌کنند لازم است (یعنی نظم و قانون، حمل و نقل/مخابرات/زیرساخت‌های انرژی) گرچه برخی اقتصاددانان مدعی هستند که مالیات‌گیری توزیع زوری ثروت و خیلی شبیه به دزدی است و درست مثل جرم اثر منفی شدیدی بر تولید ناخالص داخلی کشور دارد.